# Associazione Polisportiva Savoia 1908 1972-1973
Questa voce raccoglie le informazioni riguardanti il Savoia nelle competizioni ufficiali della stagione 1972-1973.

## Stagione
La stagione 1972-1973 fu la 51ª stagione sportiva del Savoia.
Serie D 1972-1973: 18º posto

## Divise
| Manica sinistra · Maglietta · Manica destra · Pantaloncini · Calzettoni |

## Organigramma societario
Area direttiva
- Presidente:  Vincenzo Pepe Commissario poi
 Raffaele Mancini Commissario poi
 Francesco Langella Commissario poi
 Pasquale D'Amelio Commissario

Area tecnica
- Allenatore:  Riccardo Carapellese poi
 Ruggero Zanolla dall'8ª poi
 Jone Spartano  dalla 10ª poi
 Pignataro dalla 32ª

Area sanitaria
- Massaggiatore: Ausiello

## Rosa
| N. |                   | Ruolo | Calciatore         |
| -- | ----------------- | ----- | ------------------ |
|    | Italia (bandiera) | P     | Giancarlo Nodari   |
|    | Italia (bandiera) | P     | Gennaro Pepe       |
|    | Italia (bandiera) | D     | Gabriele Vallorani |
|    | Italia (bandiera) | C     | Francesco Specchia |
|    | Italia (bandiera) |       | Mario Balzano I    |
|    | Italia (bandiera) |       | Balzano II         |
|    | Italia (bandiera) |       | Camerini           |
|    | Italia (bandiera) |       | Cannavacciuolo     |
|    | Italia (bandiera) |       | Carotenuto         |
|    | Italia (bandiera) |       | Casale             |
|    | Italia (bandiera) |       | Alfonso Ciniglio   |
|    | Italia (bandiera) |       | Ottavio Cuccurachi |
|    | Italia (bandiera) |       | Francesco Curatoli |

| N. |                   | Ruolo | Calciatore                 |
| -- | ----------------- | ----- | -------------------------- |
|    | Italia (bandiera) |       | Gentile                    |
|    | Italia (bandiera) |       | Maiorano                   |
|    | Italia (bandiera) |       | Pizzi                      |
|    | Italia (bandiera) |       | Renato Poggiali (capitano) |
|    | Italia (bandiera) |       | Polesello                  |
|    | Italia (bandiera) |       | Ciro Porro                 |
|    | Italia (bandiera) |       | Russo                      |
|    | Italia (bandiera) |       | Sansone                    |
|    | Italia (bandiera) |       | Mario Sommella             |
|    | Italia (bandiera) |       | Angelo Stabile             |
|    | Italia (bandiera) |       | Varchetta                  |
|    | Italia (bandiera) |       | Nicola Vitiello            |
|    | Italia (bandiera) |       | Claudio Zamperetti         |

## Calciomercato
| Acquisti | Acquisti | Acquisti | Acquisti   |
| R.       | Nome     | da       | Modalità   |
| -------- | -------- | -------- | ---------- |
|          |          |          | definitivo |

| Cessioni | Cessioni | Cessioni | Cessioni   |
| R.       | Nome     | a        | Modalità   |
| -------- | -------- | -------- | ---------- |
|          |          |          | definitivo |